# Karl Pauksch
Karl Pauksch, född 27 december 1938, var en västtysk drogsmugglare, verksam i Sverige under 1960- och 1970-talet. 
Pauksch kom till Sverige vid 1960-talets mitt, men dömdes ett år senare för narkotikabrott och utvisades till Nederländerna. Väl där utlämnades han för fortsatta narkotikabrott. Den 19 januari 1970 häktades han av Stockholms rådhusrätt i sin frånvaro, anklagad för att under de tre närmast föregående åren stått för 70 % av drogsmugglingen till Sverige.
År 1973 var han tillbaka i Sverige, dömdes till åtta års fängelse, men rymde senare samma år från Anstalten Norrköping.